# Veerpont (lied)
Veerpont, in de volksmond ook bekend als Heen en weer, is een lied van de uit Zwitserland afkomstige Nederlandstalige tekstschrijver Drs. P. Het dateert uit 1973.

## Achtergrond
Op humoristische wijze beschrijft het lied in drie coupletten het dagelijkse werk van een veerman. Deze doet de hele dag niets anders dan heen en weer varen en filosofeert dat wanneer de pont even lang zou zijn als de rivier breed is, hij kon blijven liggen, maar dat zou dan weer lastig zijn voor het rivierverkeer.
Ook merkt hij op dat de overkant daarginds is en deze kant heet zodra hij de rivier is overgestoken, en hij vermeldt dat een ander de veerman zou zijn als hij het niet geworden was. Aan het eind valt te horen dat er steeds meer mensen op de boot stappen, ondanks de waarschuwing van de veerman, zodat de veerboot ten slotte zinkt.

## Muziek
De muziek sluit stilistisch aan bij de Hongaarse zigeunermuziek; een slepend tempo, gebruik van de zigeunertoonladder en een rijk harmonisch verloop met onder meer een Napolitaans sextakkoord onder begeleiding van een citer en cimbalom.

## Videoclip
De videoclip werd opgenomen bij het pontje over de Eem bij Eemdijk, tussen Eemnes en Spakenburg. Dit pontje is er nog, al is het bootje door een moderner exemplaar vervangen.
In Barendrecht is de brug naar wijk Gaatkensoog uitgevoerd conform een tekstregel uit dit lied: "En als de pont zo lang was als de breedte van de stroom/ dan kon hij blijven liggen, zei me laatst een econoom". Op de brug zijn een stuurhut, zonder toegangsdeur, (met de tekst op een plaat) en slagbomen gemonteerd, zodat het idee ontstaat dat er een veerpont tussen beide oevers ligt (het is echter een vaste brug). Drs. P. heeft de brug zelf ingewijd in 2005.

## NPO Radio 2 Top 2000
| Nummer met noteringen in de NPO Radio 2 Top 2000 | '99  | '00 | '01  | '02  | '03 | '04  | '05 | '06  | '07  | '08  |
| ------------------------------------------------ | ---- | --- | ---- | ---- | --- | ---- | --- | ---- | ---- | ---- |
| Veerpont                                         | 1183 | -   | 1392 | 1570 | -   | 1599 | -   | 1689 | 1670 | 1849 |

1. ↑  Een '-' betekent dat het nummer niet was genoteerd en een vetgedrukt getal geeft de hoogste notering aan.
2. ↑  Deze tabel is bijgewerkt tot en met de laatste editie (2024).